# I'm Gonna Be Warm This Winter
I'm Gonna Be Warm This Winter è un singolo registrato da Connie Francis, pubblicato ufficialmente nel 1962, La canzone è stata scritta da Mark Barkan e da Hank Hunter. La canzone è stata registrata a New York e gli arrangiamenti sono di Bill Ramal.
La b-side originale del singolo è il brano "Al Di Là" che nel 1963 entrò anche nelle classifiche. Il singolo U.K invece include la b-side "Pretty Little Baby".
Il singolo non ha ottenuto moltissimo successo raggiungendo massimo la #48 nel Regno Unito. Meglio è andata invece nelle classifiche americane.

## Classifiche
| Classifica (1962)                            | Posizione massima |
| -------------------------------------------- | ----------------- |
| Regno Unito                                  | 48                |
| U.S. Billboard Pop 100                       | 18                |
| U.S. Billboard Hot Adult Contemporary Tracks | 19                |

## Cover di Gabriella Cilmi
Nel 2008 la cantante australiana Gabriella Cilmi registrò una cover della canzone e il 15 dicembre 2008, una settimana prima di Natale, la pubblicò come singolo modificando il titolo in Warm This Winter. Questo singolo non ebbe nessun CD singolo e non venne promosso da alcun video musicale, fu il primo singolo della cantante ad essere pubblicato solo in formato digitale e l'unico singolo inedito ad essere estratto dall'edizione deluxe del suo album di debutto Lessons to Be Learned.
Nonostante il singolo Warm This Winter non ebbe né pubblicazione fisica, né video, riuscì a raggiungere la ventiduesima posizione in Gran Bretagna (unico paese in cui fu pubblicato). Il singolo si rivelò un inaspettato grande successo, infatti ottenne molto più successo del suo precedente singolo Sanctuary.

### Classifiche
| Classifica (2008) | Posizione massima |
| ----------------- | ----------------- |
| Europa            | 68                |
| Regno Unito       | 22                |